# Dunckerocampus baldwini
Dunckerocampus baldwini es una especie de pez de la familia Syngnathidae, en el orden de los Syngnathiformes.
Comúnmente se denomina pez pipa de raya roja, por la banda lateral de ese color que lo recorre. Siendo la única especies del género con ese diseño, en vez de las habituales rayas verticales que atraviesan cuerpo y hocico en las restantes, y más conocidas especies del género Dunckerocampus.

## Morfología
Tienen la boca en forma de tubo, ensanchando algo la cabeza y el cuerpo, que conforman una horizontal, rematada por una distintiva aleta caudal, más grande y ovalada, de color rojo, con los márgenes en blanco. El cuerpo es color blanco a crema, con una raya horizontal, de color marrón en el hocico y rojizo, en todo el cuerpo.
• Carecen de espinas, teniendo entre 21-23 radios blandos dorsales, 4 radios blandos anales, de 18 a 22 radios blandos en las aletas pectorales, y 10 radios blandos en la aleta caudal.
• Los machos tienen una bolsa incubadora bajo el abdomen, y las hembras tienen ovopositor. 
• Los machos pueden alcanzar 14 cm de longitud total.

## Reproducción
Es ovovivíparo y el macho transporta los huevos en una bolsa ventral, la cual se encuentra debajo de la cola. Tienen hasta 200 huevos por camada, que están embebidos parcialmente en un trozo de piel, y, que el macho incuba hasta que eclosionan en individuos perfectamente formados, transparentes, de unos 30 mm, que permanecen por poco tiempo en estado pelágico. Cuando se asientan comienza a aparecer la coloración.

## Hábitat y comportamiento
Es un pez  de mar, de clima tropical, y asociado a los arrecifes de coral. Comúnmente en cuevas y grietas entre rocas. Vive en aguas superficiales, normalmente hasta los 50 metros, aunque su rango de profundidad está aceptado entre 6 y 128 m.
Con frecuencia se les ve desparasitando morenas Gymnothorax sp y peces cardenal Apogon evermanni.
Son de nado independiente. Los adultos son solitarios y reservados.

## Distribución geográfica
Es especie endémica de Hawái, aunque se han localizado poblaciones en Indonesia, y, aún sin ratificar en la isla Navidad.